# Princes of the Universe
Princes of the Universe ist ein Lied der britischen Rockgruppe Queen, das von Freddie Mercury für die Musik des Filmes Highlander geschrieben wurde. Es wurde 1986 auf dem Album A Kind of Magic und als Single veröffentlicht.

## Hintergrund
Das Lied, das als Titelsong für den Film Highlander benutzt wurde, ist das einzige auf dem Album, welches nur von Freddie Mercury geschrieben wurde.
Der Text erzählt aus der Sicht der Unsterblichen, welche Macht sie gegenüber Sterblichen haben.

## Besetzung
- Freddie Mercury: (Hintergrund-)Gesang, Piano, Synthesizer
- Brian May: Gitarre, Hintergrundgesang
- Roger Taylor: Schlagzeug, Hintergrundgesang
- John Deacon: E-Bass

## Musikvideo
Im Musikvideo spielen die Bandmitglieder auf einer Bühne, wie bei einem Liveauftritt. Zwischendurch sieht man Szenen aus dem Film Highlander.